# Delma petersoni
Delma petersoni là một loài thằn lằn trong họ Pygopodidae. Loài này được Shea mô tả khoa học đầu tiên năm 1991.